# 41 Андромеди
HD6658 є хімічно пекулярною зорею спектрального класу
A2 й має  видиму зоряну величину в смузі V приблизно  5,0.
Вона  розташована на відстані близько 196,4 світлових років від Сонця.

## Фізичні характеристики
Зоря HD6658 обертається 
досить швидко 
навколо своєї осі. Проєкція її екваторіальної швидкості на промінь зору становить  Vsin(i)= 84км/сек.